# Gimpertshausen (Breitenbrunn)
Gimpertshausen ist ein Gemeindeteil des Marktes Breitenbrunn im Landkreis Neumarkt in der Oberpfalz in Bayern. Mit ca. 300 Einwohnern und ca. 120 Häusern gehört es zu den größeren Dörfern in der Gemeinde.

## Geschichte
Der Name des Pfarrdorfes soll sich von einem Siedler namens Gumpert oder Gimpert herleiten. 1384 ist „Gympertshausen“ in einer Kaufurkunde erstmals genannt. 1428 ist ein Jörg Seger von „Gimperhausen“ erwähnt, als er als Lehensmann des Herzogs Ludwig des Gebarteten zu Ingolstadt Äcker und Garten zu Wissing erhielt. 1480 ist erstmals die Kirche St. Pancratius und mit Abel Schinweis ein Pfarrer genannt. Die Pfarrei konnte durch den Bischof von Eichstätt „frei verliehen“ werden. Ab 1706 alternierte dieses Recht mit Kurbayern bzw. später mit dem bayerischen König. Der Zehent stand zu zwei Dritteln dem Pfarrer zu, der dem Ortsherrn von Dürn „Zins und Scharwerk“ zu leisten hatte, da Gimpertshausen zur Hofmark Dürn gehörte; der restliche Zehent war im Besitz eines Neumarkter Bürgers (1548 Christoph Bredewinder), später – so 1602 – im Besitz der Dietfurter Kirche. Zunächst im Besitz der adeligen Gutsbesitzer der „Hechsenacker“, kamen Gimpertshausen und Dürn 1513 an Heinrich Muggenthaler zu Hexenagger, nach dem Aussterben dieses Geschlechts 1724 an Bayern. An den letzten seines Geschlechtes erinnert ein Grabstein in der Kirche von Bettbrunn, auf dem es heißt: „Max Albrecht Freiherr von Muggenthal zu Hechsenacker, Pondorf, „Gümperhausen“, Breiten- und Hagenhüll, Hatschir-Garde-Hauptmann, Generalwachtmeister und Hauptpfleger zu Ritenburg und Dietfurt, der Hechsenackerschen Linie der Letzte, gest. den 18. Febr. 1724.“
Dem kurfürstlich-bayerischen Pflegamt Dietfurt unterstehend, wurde Gimpertshausen nicht von der Reformation erfasst. 1602 ist davon die Rede, dass über der Friedhofsmauer ein eigener Turm steht, die Anlage also Wehrcharakter hatte. Nach dem Dreißigjährigen Krieg – von 1628 bis 1650 wurde die Pfarrei kriegsbedingt vom Kloster Plankstetten versehen – wurde 1650 mit den Pfarrmatrikeln begonnen. 1670 bis 1725 war die Pfarrei Staadorf der Pfarrei Gimpertshausen zugeteilt. Für 1688 ist die Existenz einer Schule überliefert, die ein Weber hielt; ein eigenes Schulhaus wurde 1790 und noch einmal 1830 errichtet. 1729 kam es zum Pfarrhausbau (1914 Neubau) und 1752 zum Kirchenneubau einschließlich des Turmes. Am 17. August 1837 wurde durch ein Gewitter die Ernte total vernichtet; auch starb hierbei ein vierjähriger Knabe des Hirten. 1838 heißt es von Gimpertshausen: „Der Feldbau ist wohl bestellt, die Viehzucht wird stark betrieben (1875: 15 Pferde, 210 Stück Rindvieh), und die Einwohnerschaft ist vermöglich.“ 1921 trat die Kirchenverwaltung ihren hälftigen Anteil am Schulhaus an die Gemeinde ab, die ihrerseits zwei Äcker der Kirchenstiftung überschrieb. Der Lehrer war um 1937 gleichzeitig Chorregent und Organist der Pfarrkirche, 1836 Mesner. Heute besuchen die Grundschüler die Schule in Breitenbrunn.
Die Gemeinde Gimpertshausen bestand aus Gimpertshausen selber und der Erbmühle (Zachesmühle); die Wege in der Gemeinde wurden um 1937 als „sehr schlecht“ bezeichnet. Am 1. Juli 1972 wurde die bis dahin selbständige, im äußersten Norden des Landkreises Riedenburg gelegene Gemeinde mit einer Größe von 737 ha in den Markt Breitenbrunn im Landkreis Neumarkt in der Oberpfalz eingegliedert.

## Einwohnerzahl des Ortes Gimpertshausen
- 1836: 282 (43 Häuser)[13]
- 1871: 211[14]
- 1937: 270[15]
- 1950: 317 (49 Wohngebäude)[16]
- 1987: 282 (61 Wohngebäude, 71 Wohnungen)[17]

## Einwohnerzahl der Gemeinde Gimpertshausen
- 1836: 289 (44 Häuser)[18]
- 1871: 222 (51 Haushaltungen)[19]
- 1937: 278[20]
- 1946: 349[21]
- 1950: 333 (51 Wohngebäude)[22]
- 1955: 279
- 1966: 274
- 1968: 289

## Sehenswürdigkeiten

### Kirche
Wenn man sich dem Dorf aus Richtung Staufersbuch nähert, so fällt der Blick zuerst auf den Kirchturm mit seiner Zwiebelhaube. Die barocke Pfarrkirche, die als Kirchenpatron den hl. Pankratius hat, ist im 18. Jahrhundert neu erbaut worden. Die drei barocken Altäre (der viersäulige Hauptaltar und zwei zweisäulige Seitenaltäre) entstanden um die Mitte des 18. Jahrhunderts bzw. um 1700 (Seitenaltäre) und kamen mit der Kanzel 1874 in die Kirche. Der neue steinerne Volksaltar, der mit einer Reliquie des Kirchenpatrons versehen ist, wurde an der Kirchweih 2007 vom Eichstätter Bischof Gregor Maria Hanke eingeweiht.

### Kindergarten
Das ehemalige Pfarrhaus, seit 1997 der Kindergarten St. Willibald, liegt inmitten des Dorfes neben der Kirche.

## Feste

### Kirchweih
Jedes Jahr am 12. Mai feiert die Dorfgemeinschaft das Fest zu Ehren des Kirchenpatrons und Eisheiligen St. Pankratius.

### Hehner-Mauser-Fest’l
Jährlich wird in der Dorfhalle in Gimpertshausen, das Hehner-Mauser-Fest’l gefeiert, was auf den Spitznamen der Dorfeinwohner zurückgeht. Organisiert wird dieses Fest von der Gimpertshausener Landjugend.

### Backofenfest
Jedes Jahr veranstaltet das Dorf Gimpertshausen (normalerweise in der 1. August Woche) ein Fest am örtlichen Backofen. Dort wird von der Freiwilligen Feuerwehr, OGV, Kriegerverein, Frauenkreis und Landjugend das Fest organisiert. Die Besonderheit ist die Pizza aus dem Backofen. Die Frauen des Dorfes backen Kuchen und ein Festzelt bietet Sitzgelegenheiten.

## Vereine
- Katholische Landjugendbewegung
- Reservistenkameradenschaft
- Frauenkreis
- Kickerclub
- Obst- und Gartenbauverein Gimpertshausen
- Freiwillige Feuerwehr
- Mädchensinggruppe „Mikado“
- Burschenverein

## Brauchtum
Jedes Jahr zur Kirchweih (Kirwa) pilgern Leute aus Brunn (bei Laaber) nach Gimpertshausen. Dies geht auf eine Legende zurück: In früheren Jahren kam ein großes Unwetter auf. Um ihre Äcker zu schützen, schenkten die Gimpertshausener den Brunnern selbst gebackene Brote, die heute „Pankratiuslaiberl“ genannt werden. Diese sollten sie auf ihren Äckern verteilen, was sie dann auch taten. Die Ernte in diesem Jahr soll trotz des Unwetters reichlich ausgefallen sein.

## Persönlichkeiten
- Georg Eberl, katholischer Geistlicher und Königlicher Pfarrer am Königlichen Arbeitshaus Rebdorf bei Eichstätt, * 24. August 1861 in Gimpertshausen, + 20. August 1936[25]